# Памятник воинам-землякам (Тёлёй-Диринг)
«Памятник воинам-землякам, участникам Великой Отечественной войны 1941—1945 гг.» — мемориальный комплекс, посвящённый памяти воинов участников Великой Отечественной войны в селе Тёлёй-Диринг, Тёлёйского наслега, Чурапчинского улуса, Республики Саха (Якутия). Памятник истории и культуры местного значения.

## Общая информация
После победоносного окончания Великой Отечественной войны в городах и сёлах республики Якутия стали активно возводить первые памятники и мемориалы, посвящённые павшим солдатам. Памятник воинам-землякам был установлен в самом центре села Тёлёй-Диринг Чурапчинского улуса. В 2000 году в дни празднования 55-летия Победы в Великой Отечественной войне памятник был установлен по улице Телейская рядом с Домом культуры и торжественно открыт. Автором-исполнителем проекта выступил Аммосов Иннокентий Николаевич, автором эскиза: Климов Николай Михайлович, мастера: Чепалов Илья Ильич и Оконешников Николай Михайлович.

## История
По архивным сведениям и документам, в годы Великой Отечественной войны из 2-го Тёлёйского наслега на фронт были призваны около 100 человек, изз них 38 погибли и пропали без вести на полях сражений, остальные вернулись на Родину в Якутию и продолжили мирную жизнь. Орденоносцами вернулись П. А. Абрамов, Д. Е. Захаров, Г. З. Захаров, Н. Е Захаров, С. П. Попов, Г. А. Лаврентьев.

## Описание памятника
Памятник представляет собой прямоугольную стелу из бетона, которая в правой нижней стороне имеет скошенный вид. В нише памятника установлены по 6 дюралюминиевых мемориальных табличек с именами 38 погибших воинов и 36 участников Великой Отечественной войны, умерших в послевоенное время. Слева от стелы расположен обелиск, изготовленный из металлической трубы, на вершине которого размещён макет ордена Великой Отечественной войны. Ниже макета нанесена надпись -«1941-1945» и металлическая лавровая ветвь. Двухступенчатое основание выполнено из бетона. Вся стела выкрашена белой краской, а обелиск — серебряной. Рядом с обелиском установлен макет военной пушки 45 мм, изготовленный ООО «Сахасталь» в мае 2013 года.
Справа от стелы расположен памятник, посвященный переселенцам, который был открыт к 60-летию Великой Победы. Он представляет собой пилон, выполненный из металлических труб. В верхней части размещена цифра 60, а в середине пилона установлена квадратная табличка из чёрного гранита с надписью на якутском языке: «Из Телейского наслега в 1942 г. на переселение в север было отправлено 459 человек и 145 хозяйств. Из них обратно возвратились 239 человек и 96 хозяйств». Вокруг установлен и благоустроен цветочник из деревянных брусьев. Весь памятник по периметру огорожен изгородью.
В соответствии с Приказом Министерства культуры и духовного развития Республики Саха (Якутия) "О включении выявленного объекта культурного наследия «Памятник воинам-землякам, участникам Великой Отечественной войны 1941—1945 гг.», расположенного по адресу: Республика Саха (Якутия), Чурапчинский улус (район), МО «Телейский наслег», с. Телей, ул. Телейская, 39, памятник внесён в реестр объектов культурного наследия народов Российской Федерации и охраняется государством.